# Гринокіт

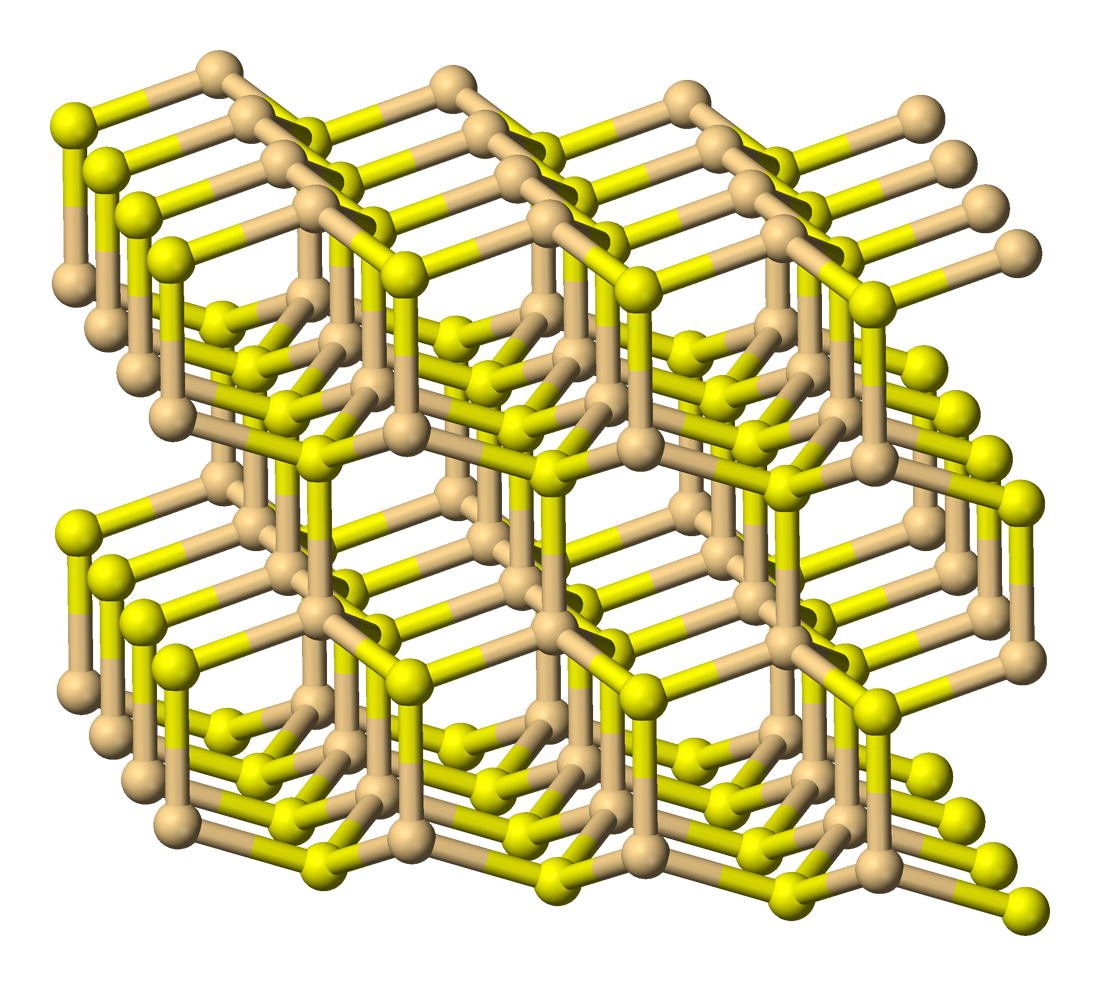
Кристалічна структура гринокіту

Гринокіт, ґринокіт — мінерал класу сульфідів, сульфід кадмію координаційної будови.

## Етимологія та історія
Названо на честь лорда Ґрінока (англ. Lord Greenoc), який був власником землі, де цей мінерал було вперше знайдено.

## Загальний опис
Хімічна формула: CdS.
Містить 78 % Cd і домішку In.
Сингонія гексагональна.
Ізоструктурний з вюртцитом.
Утворює кристали розміром 0,5—6 мм і друзи.
Твердість 3—3,5. Густина 4,9—5,0. Крихкий. Злам раковистий.
Колір жовтий, помаранчевий, червоний. Напівпрозорий, іноді прозорий чи непрозорий. Риса блискуча, оранжево-жовта. Блиск алмазний до смолистого.
Знаходиться у вигляді нальотів по тріщинах в зонах повторного сульфідного збагачення ряду родовищ. Зустрічається разом зі сфалеритом і вюрцитом, що містять кадмій. Знайдений в цинково-рудних родовищах Чехії, США, Франції, у багатьох місцях в Шотландії.
Збагачується флотацією і входить до колективних концентратів.